# Streats
Streats曾是新加坡的一份英文大報。該報於2000年創刊，並於2004年停止發行，後來併入《今日报》。

## 歷史
Streats於2000年9月4日由新加坡報業控股創辦。2004年3月8日，Streats推出了午後版，內容包括財經和體育新聞，並於商業區的特定地點免費派發。
2004年9月，新加坡報業控股宣布將旗下的兩個SPH MediaWorks電視頻道出售給Streats的主要競爭對手《今日报》的出版商新傳媒。作為交易的一部分，新加坡報業控股亦收購了新傳媒出版部門和新传媒电视控股分別40%和20%的股份，Streats隨後停止發行。